# 李炳盛
李炳盛（1921年—2008年9月22日），生於日治台灣台北州新莊郡鷺洲（今新北市蘆洲區），企業家與政治人物，前三重客運、首都客運、台中客運董事長、統聯客運創辨人，生前有臺灣「客運教父」之美稱。中國國民黨籍，曾任臺北縣議員、臺灣省議員、監察委員。

## 學歷
- 臺北帝國大學法商學院畢業

## 經歷
- 任職於三井物產，奉派到緬甸工作。1945年，第二次世界大戰結束，被關進集中營。
- 1968年5月7日，創立三重客運。
- 1976年7月1日，創立首都客運。
- 台北縣蘆洲市市民代表
- 台北縣議員
- 第四屆台灣省議員
- 第一屆增額監察委員
- 行政院顧問
- 統聯客運董事長
- 中興巴士董事長(1979年7月～1980年12月)
- 光華巴士董事長(1979年11月～1980年1月)
- 台中客運董事長[2]
- 台灣區羽毛輸出業同業公會理事長
- 富順證券創辦人[3]

## 家族
- 配偶李鳳藻
- 長子李博仁，首都客運與台中客運董事
- 次子李博德，現任三重客運董事
- 三子李博文，現任首都客運、臺北客運、大都會客運、三重客運、臺中客運董事長。
- 四子李博信，現任三重客運董事

## 醜聞
- 台中客運逼退休員工簽切結書，退休金分次給，違反《勞動基準法》需在員工退休後30天內1次給付，僱主若因財務困難無法一次發給，得經報主管機關核定後分期給付。但台中客運未向主管機關申報。臺中客運公司董事長李炳盛於2008年1月28日被臺灣臺中地方法院檢察署起訴。[2]

## 外部連結
- 李炳盛　率子創建公車王國 - 遠見雜誌第219期2004年9月號